# Animation × Paralympic
Animation × Paralympic: Who Is Your Hero? (アニ×パラ〜あなたのヒーローは誰ですか〜 Ani x Para: Anata no Hīrō wa Dare desu ka?, abgekürzt Anime x Para oder Ani × Para) ist eine Reihe von animierten Kurzfilmen, produziert durch den Fernsehsender NHK, um für die Paralympischen Sommerspiele in Tokio zu werben.
Jede Episode stellt eine paralympische Sportart in den Mittelpunkt und wird in Zusammenarbeit mit festen Größen der Manga- und Anime-Industrie realisiert.
Am 28. Februar 2020 gab das japanische Animationsstudio Kyōto Animation bekannt, ihre Episode für die Serie zu canceln. Ursprünglich sollte die Episode im August des Vorjahres gesendet werden, allerdings wurde auf das Studio ein Brandanschlag verübt, sodass eine rechtzeitige Fertigstellung der Folge zu den Paralympischen Sommerspielen nicht mehr gewährleistet war.

## Episodenliste
| Nr. | vorgestellte Sportart        | Ausstrahlung (JP) | Anmerkungen |
| --- | ---------------------------- | ----------------- | --- |
| 1   | 5er-Fußball                  | 10. Nov. 2017     | • Drehbuch von Yōichi Takahashi, Schöpfer von Captain Tsubasa • Titelmusik von Okamoto’s |
| 2   | Paralympische Leichtathletik | 10. Nov. 2017     | • Drehbuch von Eisaku Kubonouchi, Schöpfer von Chocolat • Titelmusik von Sakura Fujiwara |
| 3   | Rollstuhltennis              | 25. Aug. 2018     | • Gastauftritt des vierfachen Medaillengewinners bei den Paralympischen Sommerspielen, Shingo Kunieda • Crossover mit Baby Steps • Titelmusik von Leo Ieiri                                                                |
| 4   | Goalball                     | 17. Nov. 2018     | • Crossover mit Kochikame • Titelmusik durch das Tokyo Ska Paradise Orchestra |
| 5   | Rollstuhlrugby               | 15. Dez. 2018     | • Charakterdesigns von Mangaka Tetsuya Chiba, Schöpfer von Ashita no Joe • Titelmusik von Mongol800 |
| 6   | Paralympisches Judo          | 3. März 2019      | • Zusammenarbeit mit Katsutoshi Kawai, dem Schreiber von Monkey Turn, der die japanische Bronzemedaillengewinnerin bei den Paralympischen Sommerspielen in Rio de Janeiro, Junko Hirose, interviewte • Titelmusik von miwa |
| 7   | Paracycling                  | 20. Juli 2019     | • Gastauftritt des paralympischen Athleten Shota Kawamoto • Crossover mit Yowamushi Pedal • Titelmusik von 04 Limited Sazabys                                                                                              |
| 8   | Parabadminton                | 12. Nov. 2019     | • Zusammenarbeit mit Kōji Seo, Erschaffer von Suzuka und Cross Over • Titelmusik von Kaela Kimura |
| 9   | Boccia                       | 30. März 2020     | • Gastauftritt von Takayuki Hirose, Silbermedaillengewinner mit dem japanischen Boccia-Team bei den Paralympischen Sommerspielen 2016 in Rio de Janeiro • Crossover mit Hotaru no Hikari • Titelmusik von Mao Abe          |
| 10  | Paralympischer Marathon      | 31. März 2020     | • Zusammenarbeit mit Mashiro Hi, einem Manga über den paralympischen Marathon • Titelmusik von LiSA |
| 11  | Rollstuhlbasketball          | 18. Okt. 2020     | • Crossover mit Dear Boys: Act 4, einem Manga über Basketball • Titelmusik von Daichi Miura |